# Бунде
Бунде (њем. Bunde) општина је у њемачкој савезној држави Доња Саксонија. Једно је од 19 општинских средишта округа Лер. Према процјени из 2010. у општини је живјело 7.571 становника. Посједује регионалну шифру (AGS) 3457024.

## Географски и демографски подаци
Бунде се налази у савезној држави Доња Саксонија у округу Лер. Општина се налази на надморској висини од 2 метра. Површина општине износи 121,0 km². У самом мјесту је, према процјени из 2010. године, живјео 7.571 становник. Просјечна густина становништва износи 63 становника/km².

## Међународна сарадња
| Мјесто    | Држава    | Врста сарадње | Од    |
| --------- | --------- | ------------- | ----- |
| Ниувешанс | Холандија | партнерство   | 1986. |
| Извор     |           |               |       |